# بنگت وسترلوند
بنگت وسترلوند (انگلیسی: Bengt Westerlund; ۱۷ ژانویهٔ ۱۹۲۱ – ۴ ژوئن ۲۰۰۸) اخترشناس، و استاد دانشگاه اهل سوئد بود. او دکترای خود را از دانشگاه اوپسالا در سال ۱۹۵۴ دریافت کرد. در سال ۱۹۵۷ او به عنوان ستاره‌شناس در ایستگاه جنوبی اوپسالا در رصدخانه کوه استروملو در استرالیا منصوب شد، جایی که او مطالعات گسترده‌ای در مورد جنوب کهکشان راه شیری و ابرهای ماژلانی انجام داد.
در سال ۱۹۶۷ ، در رصدخانه استوارد آریزونا او به عنوان ستاره‌شناس به کار مشغول شد و در سال ۱۹۶۹ به عنوان مدیر ESO در شیلی منصوب شد، این سمت را تا سال ۱۹۷۵ حفظ کرد، تا زمانی که به سوئد بازگشت و به عنوان استاد نجوم در رصدخانه نجوم اوپسالا انتخاب شد و در سال ۱۹۸۷ بازنشسته شد.